# Joanna Agius
Joanna Agius, född 25 juni 1958, är en maltesisk bågskytt. Hon deltog vid olympiska sommarspelen 1980, olympiska sommarspelen 1984 och olympiska sommarspelen 1988.